# كيموكين
كيموكين (بالإنجليزية: Chemokine)‏ جاء من الكلمة اليونانية ( اليونانية -كينوس، حركة) هي عائلة من السيتوكينات الصغيرة، أو إشارات البروتينيات التي تفرزها الخلايا . وتستمد اسمها من قدرتها على إحداث تفاعلات كيميائية الموجه في استجابة الخلايا.

## التصنيف والوظائف
كيموكينات - الكيموكينات Chemokines :
هي عائلة بروتينات صغيرة متشابهة بالبنية تقوم بدور جواذب كيميائيّة لأنواع مختلفة من الكريات البيضاء.
تصنف الكيموكينات إلى 4 مجموعات:
- المجموعة الأولى: CXC وتسمى (CXC ألفا) كيموكينات وظيفتها هي القيام بجذب العدالات بشكل رئيسي.
- المجموعة الثانية: CC وتسمى (CC بيتا) كيموكينات وتجذب كل الكريات البيضاء بدون العدالات.
- المجموعة الثالثة: C-C- ولا تسمى (CC) وذلك لوجود فراغ بين ثمالتي السيستيئين وغياب السيسئتين من المكان الأول والثالث. وهذه المجموعة وضيفتها الأساسية جذب اللمفاويات .
- المجموعة الرابعة: CX3C وتسمى (CXXXC دلتا) وتحوي على ثلاثة حموض أمينية تفصل بين ثمالة السيستيئين الأولى والثانية ووظيفتها الرئيسية جذب وحيدات النوى والبالعات واللمفاويات .[2][3][4]

## وصلات إضافية
- The cytokine family database - Chemokines at kumamoto-u.ac.jp
- The correct chemokine nomenclature at rndsystems.com